# Heinz Roemheld
Heinz Roemheld est un compositeur américain né le 1er mai 1901 à Milwaukee, Wisconsin (États-Unis), mort le 11 février 1985 à Huntington Beach (Californie).

## Filmographie

### Années 1930
- 1929 : Tarzan le Tigre de Henry MacRae
- 1930 : Oriente y Occidente de George Melford
- 1930 : L'Amérique a soif (See America Thirst) de William J. Craft
- 1930 : Undertow de Harry A. Pollard
- 1930 : The Cohens and the Kellys in Scotland de William J. Craft
- 1930 : Captain of the Guard (en) de John Stuart Robertson
- 1930 : Le Suprême Enjeu (en) (Hide-Out) de Reginald Barker
- 1930 : The Lightning Express de Henry MacRae
- 1930 : Young Desire de Lewis D. Collins
- 1930 : A Lady Surrenders de John M. Stahl
- 1930 : East Is West de Monta Bell
- 1930 : The Cat Creeps de Rupert Julian et John Willard
- 1930 : The Boudoir Diplomat
- 1930 : The Cohens and the Kellys in Africa
- 1930 : Free Love d'Hobart Henley
- 1931 : Many a Slip
- 1931 : Seed
- 1931 : Up for Murder
- 1933 : Golden Harvest
- 1933 : Je ne suis pas un ange (I'm No Angel)
- 1933 : L'Homme invisible (The Invisible Man)
- 1933 : Son dernier combat (en) (King for a Night) de Kurt Neumann
- 1933 : The Sin of Nora Moran
- 1934 : Images de la vie (Imitation of Life)
- 1934 : Bombay Mail
- 1934 : Un voyage mouvementé (Cross Country Cruise) d'Edward Buzzell
- 1934 : Dames
- 1934 : Easy to Love de William Keighley
- 1934 : Four Frightened People
- 1934 : Pirate Treasure
- 1934 : Mandalay
- 1934 : Madame Spy
- 1934 : Les Pirates de la mode (Fashions of 1934)
- 1934 : As the Earth Turns
- 1934 : The Poor Rich
- 1934 : Journal of a Crime
- 1934 : Wharf Angel
- 1934 : Un héros moderne (A Modern Hero)
- 1934 : L'Ombre du passé (Registered Nurse) de Robert Florey
- 1934 : Le Chat noir (The Black Cat) d'Edgar George Ulmer
- 1934 : Love Birds
- 1934 : Merry Wives of Reno (en)
- 1934 : Le Cirque en folie (en) (The Circus Clown) de Ray Enright
- 1934 : Dr. Monica
- 1934 : Midnight Alibi (en) d'Alan Crosland
- 1934 : Femme d'intérieur (Housewife)
- 1934 : Side Streets (en) d'Alfred E. Green
- 1934 : One Exciting Adventure
- 1934 : You Belong to Me
- 1934 : Desirable
- 1934 : Agent britannique (British Agent) de Michael Curtiz
- 1934 : The Pursuit of Happiness
- 1934 : The Lemon Drop Kid (en) de Marshall Neilan
- 1934 : A Lost Lady d'Alfred E. Green
- 1934 : Madame du Barry
- 1934 : Gentlemen Are Born
- 1934 : Ready for Love (en)
- 1934 : Father Brown, Detective
- 1934 : Here Is My Heart
- 1935 : L'Infernale Poursuite (Car 99) de Charles Barton
- 1935 : Enter Madame
- 1935 : Les Loups du désert (Westward Ho) de Robert N. Bradbury
- 1935 : Les Trois Lanciers du Bengale (The Lives of a Bengal Lancer)
- 1935 : A Notorious Gentleman
- 1935 : Aller et Retour (The Gilded Lily) de Wesley Ruggles
- 1935 : Les Ailes dans l'ombre (Wings in the Dark)
- 1935 : La Bonne Fée (The Good Fairy) de William Wyler (directeur musical)
- 1935 : L'Extravagant Mr Ruggles (Ruggles of Red Gap)
- 1935 : Sur le velours (Living on Velvet)
- 1935 : Mondes privés (Private Worlds)
- 1935 : La Femme et le Pantin (The Devil Is a Woman)
- 1935 : Storm Over the Andes
- 1935 : Ultime Forfait (Four Hours to Kill!) de Mitchell Leisen
- 1935 : Dinky
- 1935 : Mary Jane's Pa
- 1935 : Une femme dans la rue (The Girl from 10th avenue)
- 1935 : Paris in Spring
- 1935 : Oil for the Lamps of China
- 1935 : La Clé de verre (The Glass Key)
- 1935 : Bureau des épaves
- 1935 : Sixième Édition (Front page woman)  de Michael Curtiz
- 1935 : Tête chaude (The Irish in Us) de Lloyd Bacon
- 1935 : We're in the Money
- 1935 : Les Croisades (The Crusades)
- 1935 : Reine de beauté (Page Miss Glory) de Mervyn LeRoy
- 1935 : Je vis pour aimer (I Live for Love) de Busby Berkeley
- 1935 : Waterfront Lady (en)
- 1935 : Stormy (en) de Lew Landers
- 1935 : Intelligence Service (The Last Outpost)
- 1935 : Dr. Socrates (en)
- 1935 : Cinquante mille dollars morte ou vive (Three Kids and a Queen) d'Edward Ludwig
- 1935 : Jeux de mains (Hands Across the Table)
- 1935 : Peter Ibbetson
- 1935 : La Femme traquée (I Found Stella Parish)
- 1935 : Mary Burns, Fugitive (en) de William K. Howard
- 1935 : The Payoff (en)
- 1935 : Stars Over Broadway
- 1935 : East of Java
- 1935 : The Great Impersonation
- 1935 : La Veuve de Monte-Carlo (The Widow from Monte Carlo)
- 1935 : L'Intruse (Dangerous)
- 1935 : Je veux me marier (The Bride Comes Home)
- 1935 : Le Gondolier de Broadway (Broadway Gondolier) de Lloyd Bacon
- 1936 : Treize Heures dans l'air (Thirteen Hours by Air) de Mitchell Leisen
- 1936 : La Vie de Louis Pasteur (The Story of Louis Pasteur)
- 1936 : Rose of the Rancho
- 1936 : Le Défenseur silencieux (Tough Guy)
- 1936 : Don't Get Personal
- 1936 : Road Gang
- 1936 : La Chevauchée solitaire (The Lonely Trail) de Joseph Kane
- 1936 : Boulder Dam
- 1936 : Brides Are Like That
- 1936 : Snowed Under
- 1936 : Désir (Desire)
- 1936 : I Married a Doctor (en) d'Archie Mayo
- 1936 : La Fille de Dracula (Dracula's Daughter) de Lambert Hillyer
- 1936 : The Law in Her Hands
- 1936 : La Flèche d'or (The Golden arrow)
- 1936 : Guerre au crime (Bullets or Ballots)
- 1936 : Betsy (Hearts Divided)
- 1936 : The Big Noise
- 1936 : L'Ange blanc (The White Angel) de William Dieterle
- 1936 : Two Against the World
- 1936 : Earthworm Tractors
- 1936 : Bengal Tiger
- 1936 : Vingt-cinq Ans de fiançailles (Early to Bed) de Norman Z. McLeod
- 1936 : Courrier de Chine (China Clipper)
- 1936 : The Case of the Velvet Claws
- 1936 : Caïn et Mabel (Cain and Mabel)
- 1936 : The Girl on the Front Page
- 1936 : The Luckiest Girl in the World
- 1936 : Le Billet fatal (wo in a Crowd) d'Alfred E. Green
- 1936 : La Brute magnifique (Magnificent Brute) de John G. Blystone
- 1936 : The Case of the Black Cat (en) de William C. McGann et Alan Crosland
- 1936 : The Man I Marry
- 1936 : En parade (Gold Diggers of 1937) de Lloyd Bacon
- 1936 : Héros malgré lui (Sons o' Guns) de Lloyd Bacon
- 1937 : Smart Blonde
- 1937 : Once a Doctor
- 1937 : Stolen Holiday
- 1937 : Septième District The Great O'Malley) de William Dieterle
- 1937 : Femmes marquées (Marked Woman)
- 1937 : Justice des montagnes (Mountain Justice)
- 1937 : Draegerman Courage (it)
- 1937 : Le Dernier round (Kid Galahad) de Michael Curtiz
- 1937 : The Case of the Stuttering Bishop
- 1937 : Rivalité (Slim) de Ray Enright
- 1937 : Bataille de dames (Ever Since Eve) de Lloyd Bacon
- 1937 : Mariez-vous ! (Marry the Girl) de William C. McGann
- 1937 : San Quentin
- 1937 : Confession
- 1937 : En liberté provisoire (Back in Circulation) de Ray Enright
- 1937 : L'Aventure de minuit (It's love I am after)
- 1937 : L'Île du diable (Alcatraz Island) de William C. McGann
- 1937 : Over the Goal
- 1937 : Un homme a disparu (The Perfect Specimen)
- 1937 : À l'est de Shanghaï (West of Shanghai)
- 1937 : Monsieur Dood part pour Hollywood (Stand-In)
- 1937 : The Adventurous Blonde
- 1937 : Expensive Husbands
- 1937 : First Lady de Stanley Logan
- 1937 : Sh! The Octopus
- 1937 : Hollywood Hotel
- 1938 : J'ai retrouvé mes amours (I Met My Love Again)
- 1938 : The Invisible Menace
- 1938 : Un meurtre sans importance (A Slight Case of Murder) de Lloyd Bacon
- 1938 : Love, Honor and Behave
- 1938 : Women Are Like That
- 1938 : Les hommes sont si bêtes (Men Are Such Fools) de Busby Berkeley
- 1938 : Quatre au paradis (Four's a Crowd)
- 1938 : Rêves de jeunesse (Four Daughters) de Michael Curtiz
- 1938 : Secrets of an Actress
- 1938 : Broadway Musketeers
- 1938 : Les Cadets de Virginie (Brother Rat) de William Keighley
- 1938 : La Famille sans-souci (The Young in Heart)
- 1938 : Nancy Drew... Detective
- 1938 : Comet Over Broadway
- 1939 : Hommes sans loi (King of the Underworld)
- 1939 : Les Ailes de la flotte (Wings of the Navy)
- 1939 : Nancy Drew... Reporter
- 1939 : Le Printemps de la vie (Yes, My Darling Daughter) de William Keighley
- 1939 : Le Châtiment (You Can't Get Away with Murder)
- 1939 : Nancy Drew... Trouble Shooter
- 1939 : Hell's Kitchen (en)
- 1939 : Waterfront
- 1939 : Nancy Drew et l'escalier secret (Nancy Drew and the Hidden Staircase) de William Clemens
- 1939 : No Place to Go
- 1939 : Les Fantastiques Années 20 (The Roaring Twenties) de Raoul Walsh
- 1939 : A Child Is Born
- 1939 : The Mad Empress
- 1939 : Quatre Jeunes Femmes (Four Wives) de Michael Curtiz
- 1939 : En surveillance spéciale (Invisible Stripes de Lloyd Bacon

### Années 1940
- 1940 : Brother Rat and a Baby de Ray Enright
- 1940 : Calling Philo Vance (en)
- 1940 : British Intelligence Service (British Intelligence)
- 1940 : Rendez-vous à minuit (It All Came True)
- 1940 : L'Étrange Aventure (Brother Orchid) de Lloyd Bacon
- 1940 : L'Homme qui parlait trop (The Man Who Talked Too Much) de Vincent Sherman
- 1940 : My Love Came Back
- 1940 : Finie la comédie (No Time for Comedy)
- 1940 : Knute Rockne All American
- 1940 : South of Suez
- 1940 : La Femme aux cheveux rouges (Lady with Red Hair) de Curtis Bernhardt
- 1941 : Femmes adorables (Four Mothers) de William Keighley
- 1941 : Honeymoon for Three
- 1941 : Flight from Destiny
- 1941 : La Blonde framboise (The Strawberry Blonde) de Raoul Walsh
- 1941 : Strange Alibi
- 1941 : L'Amour et la Bête (The Wagons Roll at Night) de Ray Enright
- 1941 : Thieves Fall Out (en)
- 1941 : Ma femme se marie demain (Affectionately Yours) de Lloyd Bacon
- 1941 : Out of the Fog
- 1941 : Underground
- 1941 : Kisses for Breakfast
- 1941 : L'Entraîneuse fatale (Manpower)
- 1941 : Law of the Tropics (en)
- 1941 : Blues in the Night
- 1941 : Nuits joyeuses à Honolulu (Navy Blues) de Lloyd Bacon
- 1942 : Échec à la Gestapo (All Through the Night)
- 1942 : Wild Bill Hickok Rides (en)
- 1942 : Bullet Scars
- 1942 : Always in My Heart
- 1942 : Si Adam avait su... (The Male Animal)
- 1942 : Lady Gangster
- 1942 : Larceny, Inc.
- 1942 : La Glorieuse Parade (Yankee Doodle Dandy)
- 1942 : Danseuse de cabaret (Juke Girl)
- 1942 : Griffes jaunes (Across the Pacific)
- 1942 : Gentleman Jim
- 1943 : La Manière forte (The Hard Way)
- 1943 : Intrigues en Orient (Background to Danger)
- 1943 : Adventure in Iraq
- 1943 : Find the Blackmailer
- 1943 : Le Chant du désert (The Desert Song)
- 1944 : L'Amour est une mélodie (Shine on Harvest Moon)
- 1944 : Make Your Own Bed
- 1944 : Sensations of 1945
- 1944 : Janie
- 1945 : Too Young to Know de Frederick de Cordova
- 1945 : It's a Pleasure
- 1945 : Le Joyeux Phénomène (Wonder Man)
- 1945 : Too Young to Know
- 1946 : Les Héros dans l'ombre (O.S.S.)
- 1946 : Mr. Ace
- 1947 : L'Étoile des étoiles (Down to Earth)
- 1947 : La Bande à Curley (Curley)
- 1947 : The Hal Roach Comedy Carnival
- 1947 : Heaven Only Knows (en) d'Albert S. Rogell
- 1947 : L'Homme de mes rêves (It Had to Be You), de Don Hartman et Rudolph Maté
- 1947 : Rendez-vous de Noël (Christmas Eve) d'Edwin L. Marin
- 1947 : L'Homme que j'ai choisi (The Flame), de John H. Auer
- 1947 : La Dame de Shanghai (The Lady from Shanghai)
- 1948 : La Folle enquête (On Our Merry Way), de King Vidor et Leslie Fenton
- 1948 : Here Comes Trouble (en) de Fred Guiol
- 1948 : Bien faire... et la séduire (The Fuller Brush Man)
- 1948 : La Naufragée (I, Jane Doe)
- 1948 : La Cité de la peur (Station West)
- 1948 : The Girl from Manhattan
- 1949 : My Dear Secretary
- 1949 : The Lucky Stiff
- 1949 : Cinq Millions dans une poubelle (Mr. Soft Touch)
- 1949 : Miss Grain de sel (Miss Grant Takes Richmond) de Lloyd Bacon

### Années 1950
- 1950 : Le Marchand de bonne humeur (The Good Humor Man) de Lloyd Bacon
- 1950 : Kill the Umpire
- 1950 : La Revanche des gueux (Rogues of Sherwood Forest)
- 1950 : En plein cirage (The Fuller Brush Girl)
- 1950 : Midi, gare centrale (Union Station)
- 1951 : The Story of 'Rapunzel'
- 1951 : Rudolph Valentino, le grand séducteur (Valentino)
- 1951 : Thunder in God's Country
- 1952 : Chicago Calling
- 1952 : Catch conjugal (The First Time)
- 1952 : La Vallée des géants (The Big Trees)
- 1952 : La Poule aux œufs d'or (Jack and the Beanstalk)
- 1952 : Les requins font la loi (en) (Loan Shark) de Seymour Friedman
- 1952 : Three for Bedroom C
- 1952 : La Furie du désir (Ruby Gentry)
- 1953 : Les 5 000 Doigts du Dr T (The 5,000 Fingers of Dr. T.)
- 1953 : Le Voleur de minuit (The Moonlighter)
- 1954 : The Adventures of Falcon (série TV)
- 1954 : Phffft!
- 1955 : Capitaine Mystère (Captain Lightfoot)
- 1955 : Le Cavalier au masque (The Purple Mask)
- 1955 : The Looters (it)
- 1955 : La Maison sur la plage (Female on the Beach)
- 1955 : El Tigre (Kiss of Fire)
- 1955 : La Jungle des hommes (The Square Jungle)
- 1955 : Hell's Horizon
- 1956 : Demain est un autre jour (There's Always Tomorrow)
- 1956 : Dix secondes de silence (World in My Corner)
- 1956 : Le Prix de la peur (The Price of Fear) d'Abner Biberman
- 1956 : Monstre est parmi nous (The Creature Walks Among Us)
- 1956 : The Toy Tiger
- 1956 : Brisants humains (Away All Boats)
- 1956 : Les Piliers du ciel (Pillars of the Sky)
- 1957 : This Is Russia!
- 1957 : Istanbul
- 1957 : L'Homme de l'Arizona (The Tall T)
- 1957 : The Night Runner d'Abner Biberman
- 1957 : The Monster That Challenged the World
- 1957 : L'Oasis des tempêtes (Belgique : Oasis de la terreur) (The Land Unknown) de Virgil W. Vogel
- 1957 : La Grande Caravane (Wagon Train) (série TV)
- 1957 : Le vengeur agit au crépuscule (Decision at Sundown)
- 1958 : Madame et son pilote (The Lady Takes a Flyer)
- 1959 : Terre de violence (Good Day for a Hanging)
- 1959 : La Chevauchée de la vengeance (Ride Lonesome)
- 1959 : The Alaskans (série TV)
- 1959 : The Man from Blackhawk (série TV)

### Années 1960
- 1960 : L'Ouest aux deux visages ("Two Faces West") (série TV)
- 1962 : Lad: A dog